# مونوئید
در جبر مجرد که شاخه‌ای از ریاضیات است، مونوئید (به انگلیسی: Monoid) (یا تَکواره) ساختاری جبری با یک عملگر دوتایی یک عضو خنثی است. تکواره‌ها از آنجا که به‌طور طبیعی نیم-گروه‌هایی با عضو خنثی هستند، مونوئیدها در شاخه‌های مختلفی از ریاضیات و علوم کامپیوتر پدیدار می‌گردند. تکواره‌های انتقالی و تکواره‌های نحوی در توصیف ماشین‌های حالت متناهی استفاده می‌شوند. برخی از نتیجه‌های مهم‌تر در مطالعهٔ تکواره‌ها، نظریه کراهن-رودز (Krohn-Rhods) و مسئلهٔ (star height) هستند. تاریخچهٔ تکواره‌ها را می‌توان در مقاله‌های مربوط به نیمگروها جستجو کرد.

## تعریف
تکواره، مجموعه‌ای چون S است، به همراه یک عملگر دودویی "." (که ضرب یا نقطه نامیده می‌شود) و دارای سه شرط زیر است:
بسته بودنبرای هر {\displaystyle a,b\in S} نتیجهٔ عمل {\displaystyle a.b} نیز در مجموعهٔ {\displaystyle S} است.
شرکت پذیریبرای هر {\displaystyle a,b,c\in S}، داشته باشیم: {\displaystyle (a.b).c=a.(b.c)}
عضو خنثییک عنصر {\displaystyle e\in S} وجود دارد که برای تمام عناصر {\displaystyle a\in S} داشته باشیم: {\displaystyle e.a=a.e=a}.
این سه شرط را می‌توانیم به فرم ریاضیاتی به صورت زیر بنویسیم:
- بسته بودن: {\displaystyle \forall a,b\in S:a\cdot b\in S},
- شرکت پذیری: {\displaystyle \forall a,b,c\in S:(a\cdot b)\cdot c=a\cdot (b\cdot c)}
- عضو خنثی: {\displaystyle \exists e\in S:\forall a\in S:e\cdot a=a\cdot e=a}.

به‌طور خلاصه‌تر، یک تکواره یک نیم‌گروه است، به همراه یک عضو خنثی. یک تکواره اگر خاصیت معکوس‌پذیری برای هر عضو را داشته باشد، تشکیل یک گروه می‌دهد.
معمولاً نماد عمل دودویی حذف می‌شود؛ مثلاً {\displaystyle (ab)c=a(bc)} و {\displaystyle ea=ae=a}. این طریق نوشتن لزوماً این معنی را نمی‌دهد که متغیرها اعدادی هستند که در هم ضرب می‌شوند، بلکه هر عمل یا عنصری می‌تواند استفاده شود، البته اگر خوش تعریف باشند.